# Herry Prijs
Herry Prijs es un deportista neerlandés que compitió en taekwondo. Ganó una medalla de plata en el Campeonato Europeo de Taekwondo de 1980, en la categoría de +84 kg.

## Palmarés internacional
| Campeonato Europeo | Campeonato Europeo     | Campeonato Europeo | Campeonato Europeo |
| Año                | Lugar                  | Medalla            | Categoría          |
| ------------------ | ---------------------- | ------------------ | ------------------ |
| 1980               | Copenhague (Dinamarca) | Medalla de plata   | +84 kg             |